# Cereopsius obliquemaculatus
Cereopsius obliquemaculatus là một loài bọ cánh cứng trong họ Cerambycidae.